# Sanctuaire Sarutahiko
Le sanctuaire Sarutahiko est un sanctuaire shinto à Ise, dans la préfecture de Mie. Il est situé près du grand sanctuaire d'Ise.
Le sanctuaire vénère Sarutahiko Ōkami, le kami qui régnait autrefois sur le monde et l'a cédé à Ninigi[Quoi ?],. Il honore également son épouse, Ame no Uzume. Leurs descendants constituent le Clan Sarumé,,,. Les prêtres du sanctuaire descendent également des deux dieux[Quoi ?].

## Images

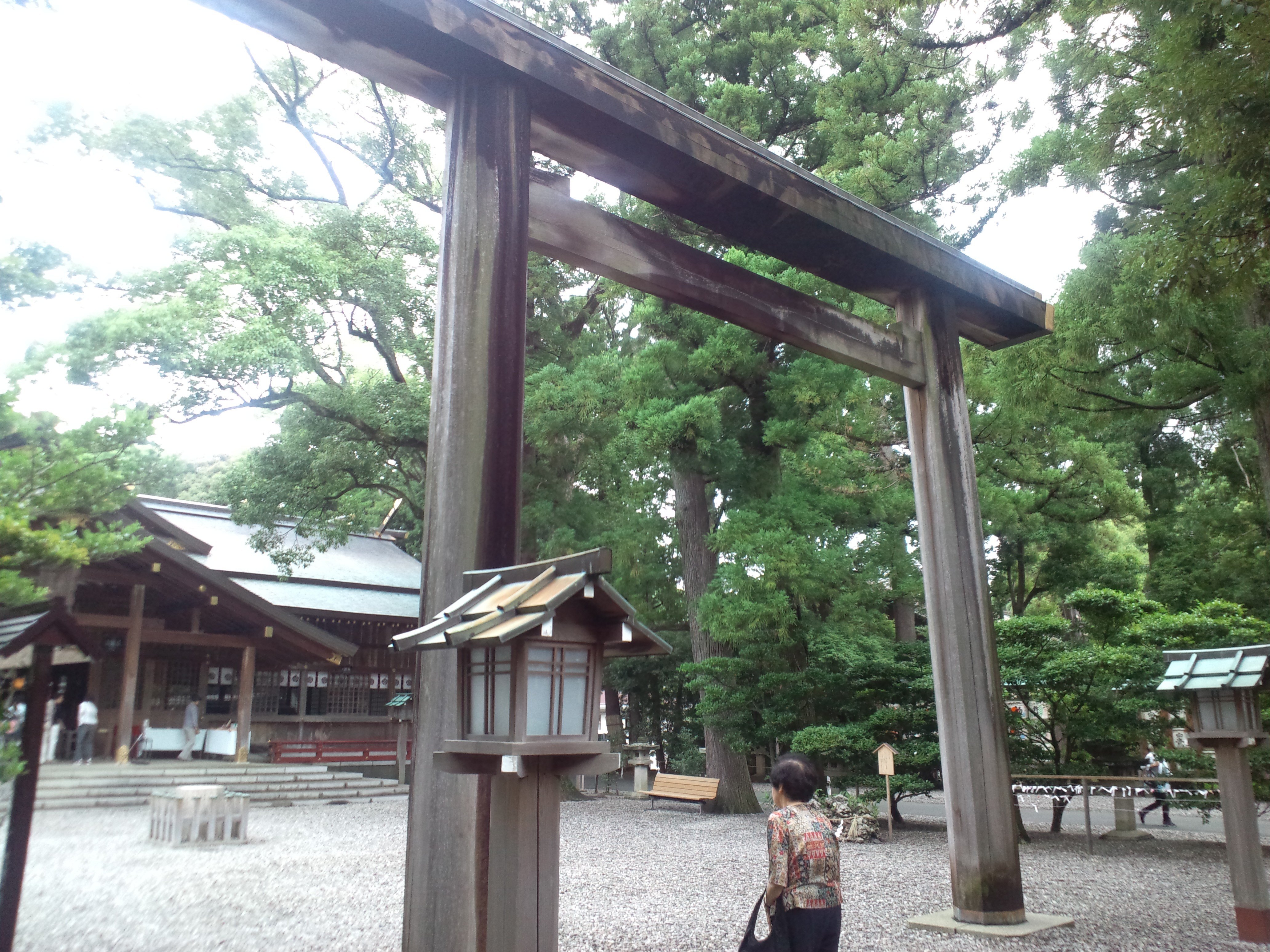
Torii
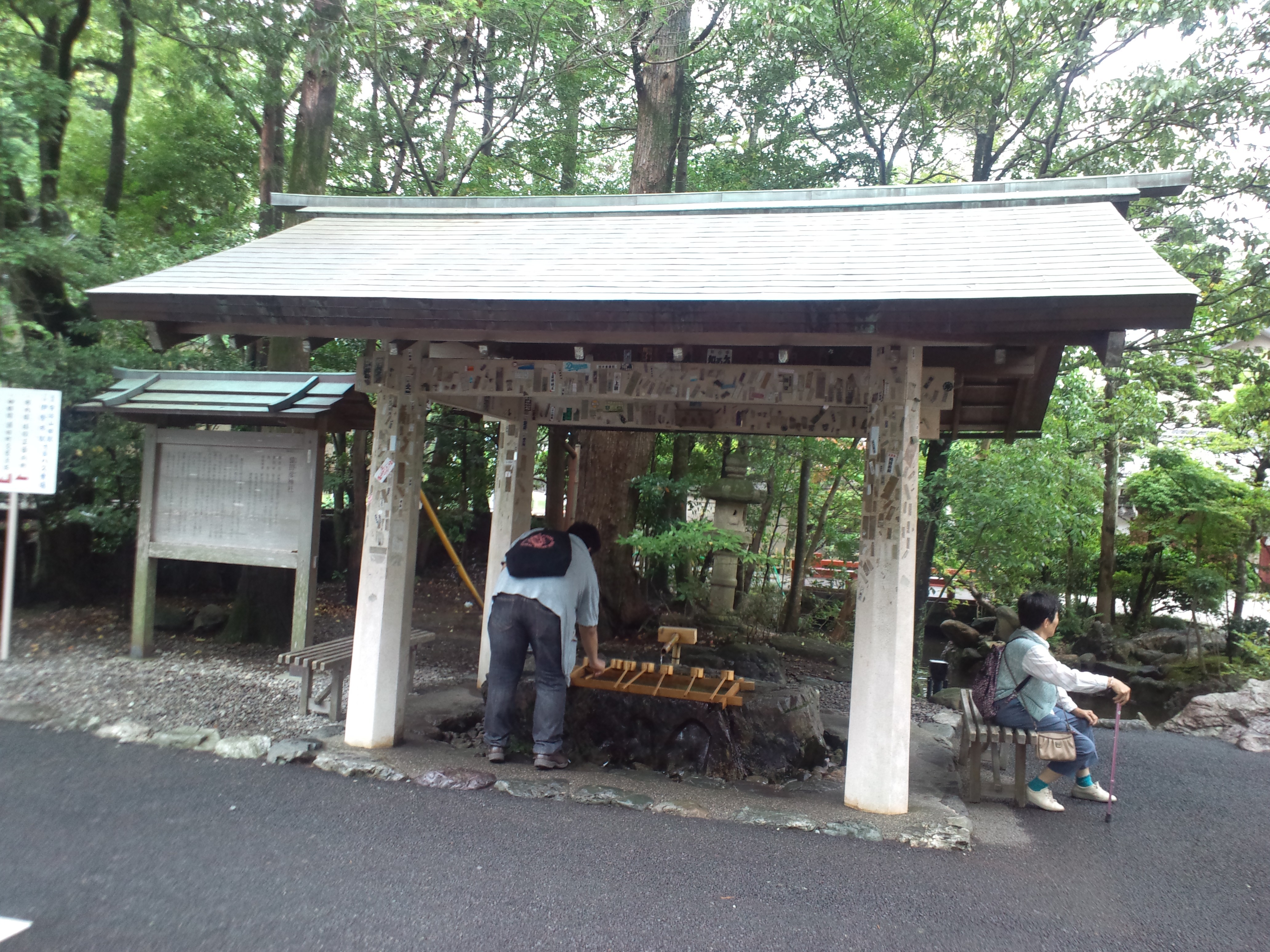
Chozuya
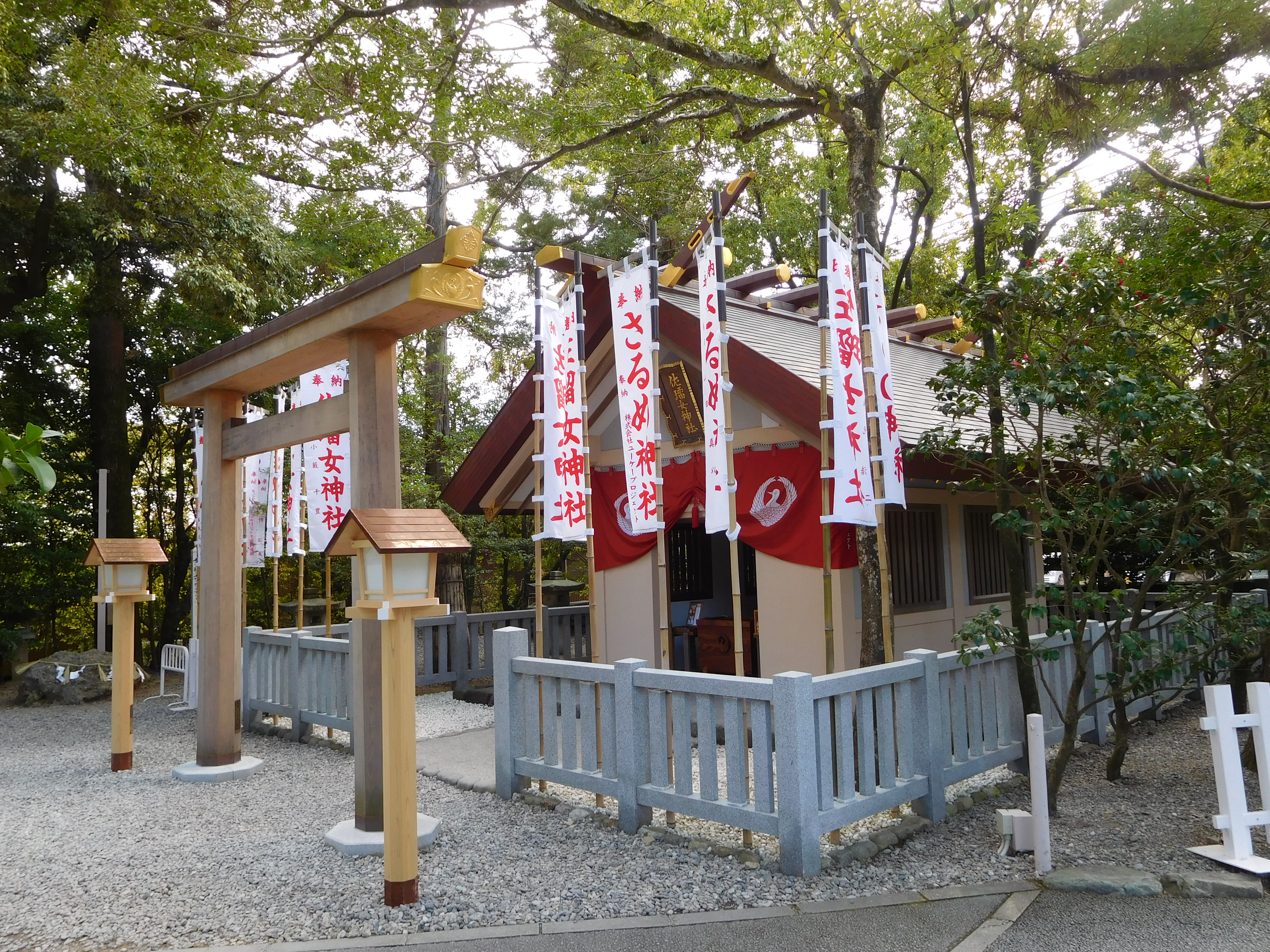
Sanctuaire Sarumé
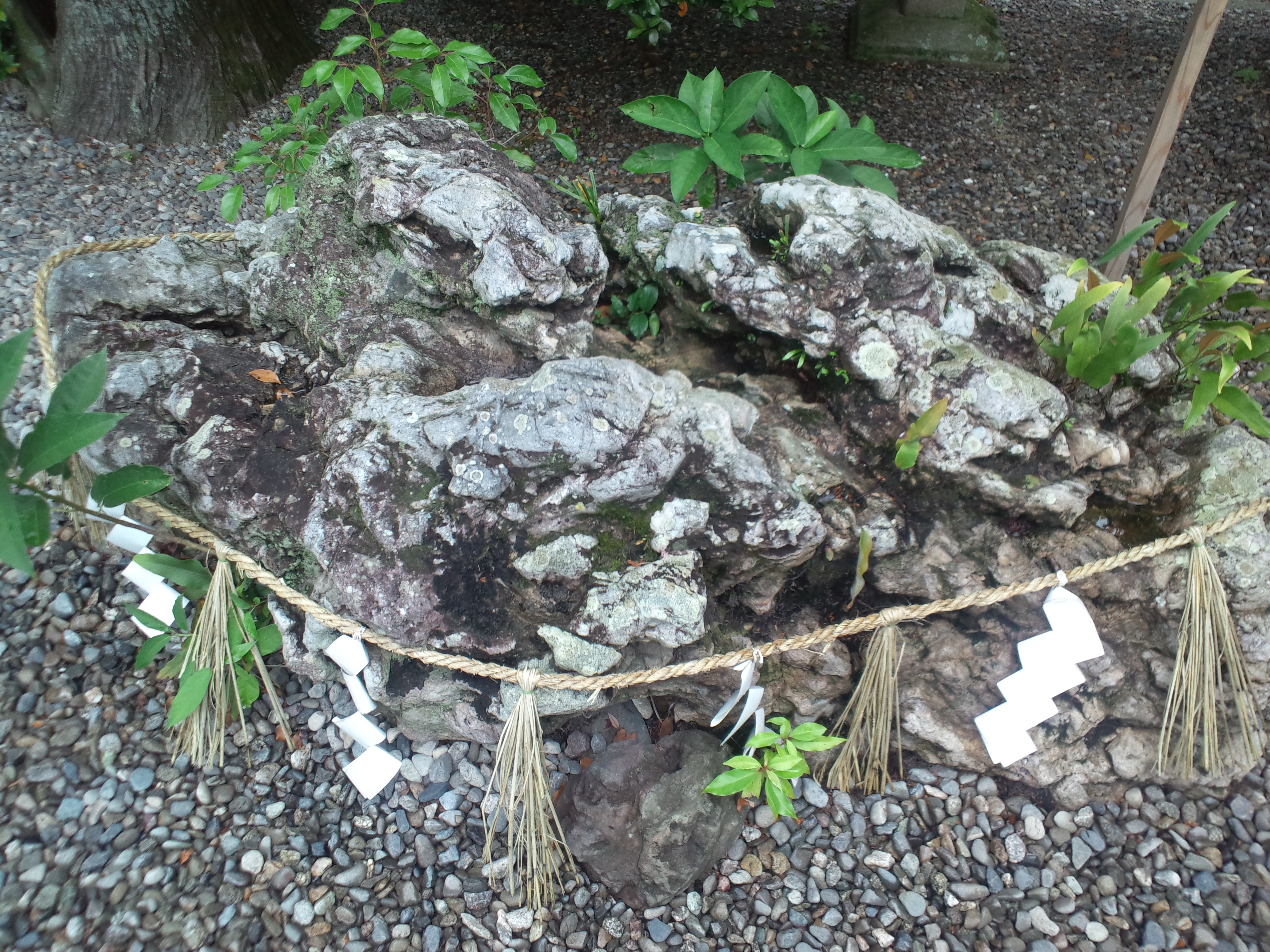
Iwakura
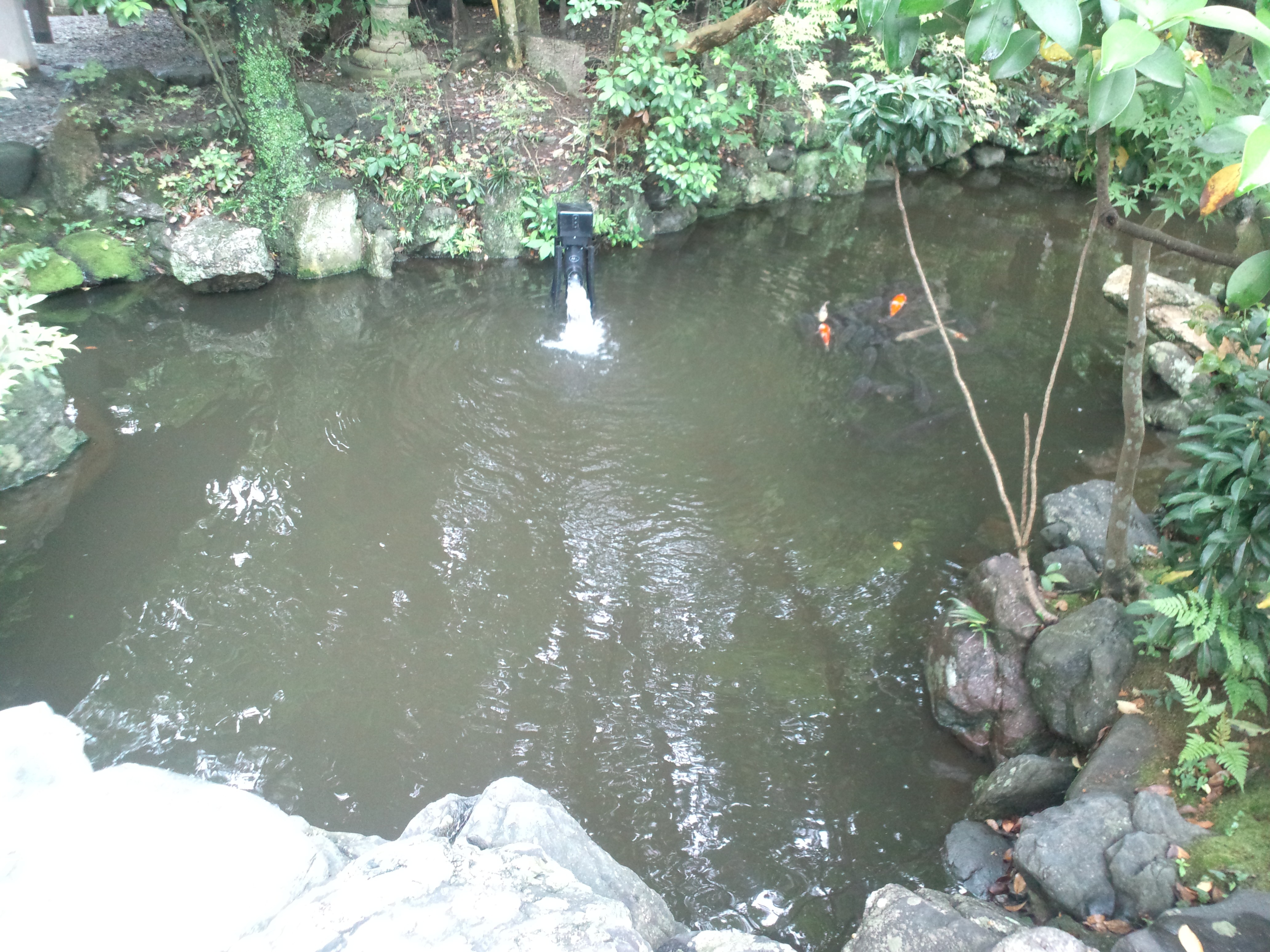
Étang
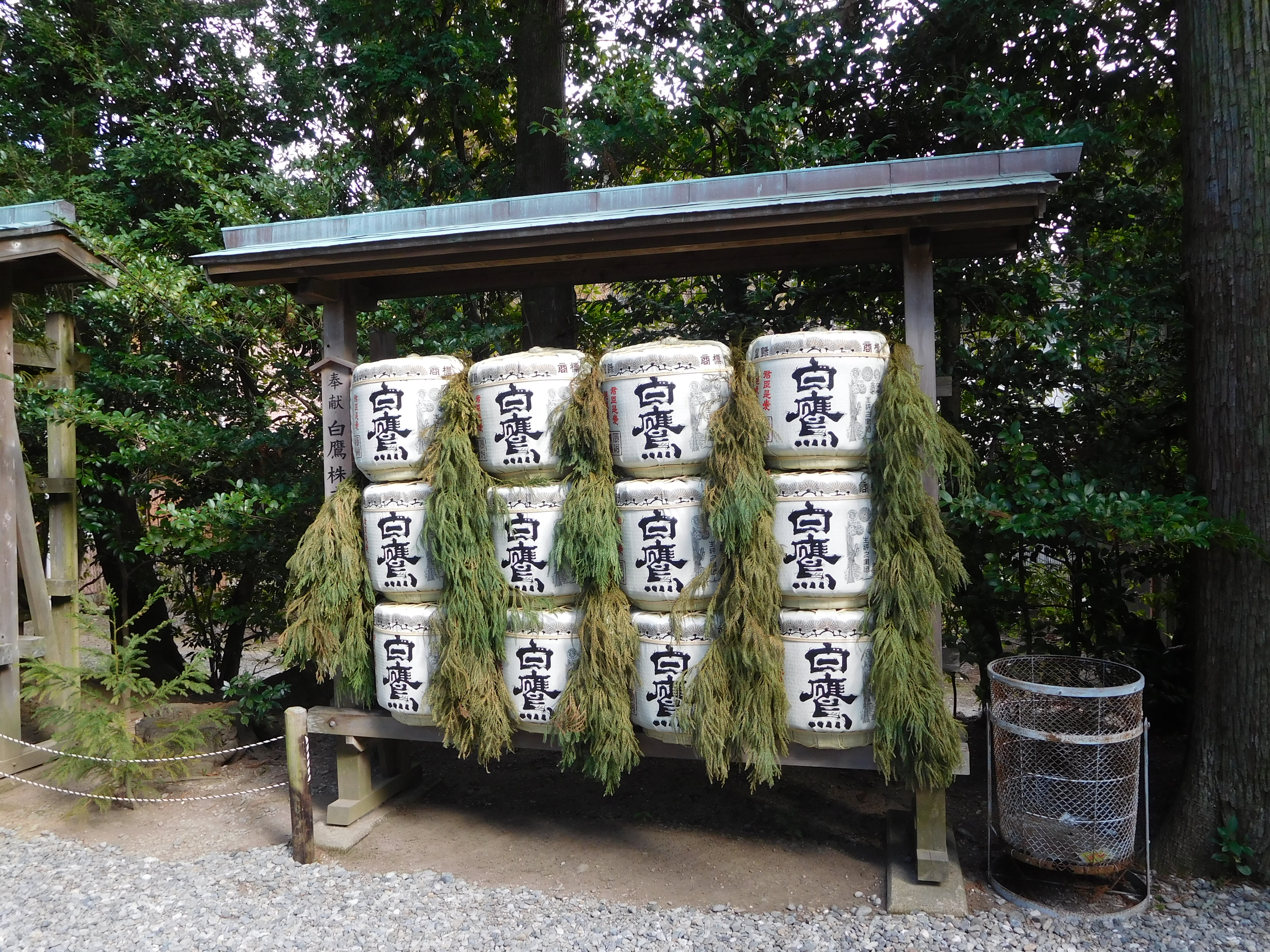
Fûts de saké